# Thereva rufiventris
Thereva rufiventris är en tvåvingeart som beskrevs av Krober 1912. Thereva rufiventris ingår i släktet Thereva och familjen stilettflugor. Inga underarter finns listade i Catalogue of Life.